# 房州うちわ

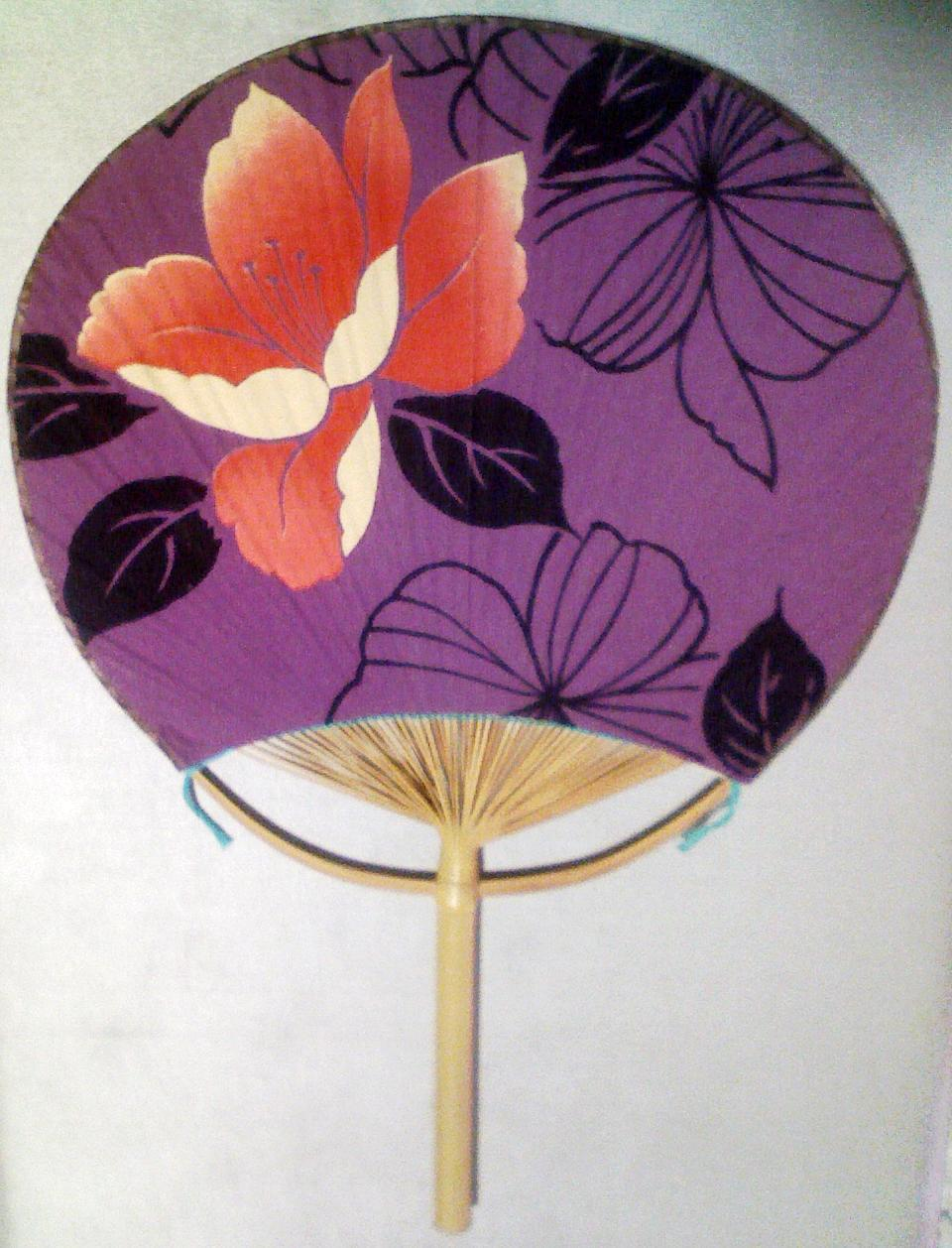
房州うちわ

房州うちわ（ぼうしゅううちわ）は、千葉県南房総市、館山市特産のうちわ。千葉県の伝統工芸の一つ。京うちわ（京都府京都市）、丸亀うちわ（香川県丸亀市とその周辺地域）と並ぶ日本三大うちわの一つである。

## 特徴
- 地域に自生する女竹（細い篠竹）を原料に用い、先端を48～64等分に細く割いた骨[1]と一体となった丸柄を特徴[注釈 1]とする。
- 全ての製作工程が手作業による。工程数が21と多いため、工程ごとに分業して製作する。
- 千葉県指定伝統的工芸品である。
- 経済産業大臣指定伝統的工芸品である。平成15年に指定された。(平成29年に千葉工匠具が指定されるまで千葉県では唯一の指定だった。)

## 歴史
江戸時代、関東でうちわが生産されるようになる。女竹が自生しする房総地方は、うちわに適した竹材の産地として知られ、江戸時代から竹材の出荷が行われていた。江戸への積出港としては、那古港（現在の館山市那古）が使われていた。
1877年（明治10年）頃から那古港周辺で、うちわの骨づくりがはじまった。房州うちわ振興協会は、『地方資料小鑑』（1911年（明治44年）千葉県刊行）における、1877年（明治10年）に那古町でうちわ生産が始まり近隣に広まった、という記述を紹介している。『房総町村と人物』（1918年（大正7年）刊行）によれば、1884年（明治17年）に那古の岩城惣五郎（竹材の出荷を行っていた岩城庄七の子）が東京からうちわ職人を招き、うちわ骨の生産を始めたのが房州うちわの起源であるとする。ただし、当初は当地で生産したのはうちわ骨だけであり、東京で「江戸うちわ」として仕上げていた。
当地でのうちわ生産については、1887年（明治20年）頃から那古の忍足信太郎が竹を加工した半製品（割ぎ竹）を出荷するようになったことや、1907年（明治30年）に岩城庄七が本格的な割ぎ竹の加工・出荷を始めたことを、その始まりとして位置づける叙述もある。
1923年（大正12年）の関東大震災により、東京のうちわ生産は大きな打撃を受けた。東京のうちわ問屋が那古港に近い船形地区（現在の館山市船形）へ移住し、房州でのうちわ生産が本格化した（東京のうちわ問屋・横山寅吉は、震災前の1921年（大正10年）に船形町に移転し、うちわ骨から完成品まで生産する一貫生産を開始していたという）。震災後には、県による産業育成指導もあり、町を挙げてのうちわ生産も行われるようになった。これが「房州うちわ」としてのブランド確立に至った。那古・船形・富浦といった漁師町では、うちわづくりが女性の内職として歓迎された。最盛期には年産800万本に達したという。
1984年（昭和59年）、千葉県指定伝統的工芸品に認定された。
2003年（平成15年）、経済産業大臣指定伝統的工芸品に認定された。